# Невское кольцо
«Не́вское кольцо́» — советская и российская трасса для кольцевых гонок, на которой проводились соревнования с 1958 по 2006 год (с перерывами). Отличалась малой длиной круга (от 2,7 до 3,3 км в разные временные периоды). Располагалась в Ленинграде, на Крестовском острове в Приморском парке Победы огибая с запада стадион имени С. М. Кирова. Частично шла по берегу Малой Невы и Финского залива.

## История
Первые гоночные состязания по будущей трассе прошли в 1956 году в рамках всесоюзного первенства ДОСААФ по мотогонкам. Ранняя конфигурация трассы, по которой проходили гонки, несколько отличалась от нынешней и не имела дополнительных поворотов и ретардеров, созданных позднее. В октябре 1957 года по будущей трассе состоялись показательные заезды советских автогонщиков. В 1958 году выбранные участки дороги за холмом стадиона были модернизированы и получили более твёрдое покрытие. Первоначальная протяженность круга составляла 3260 метров. К середине 1970-х состояние дорожного полотна «Невского кольца» находилось в неудовлетворительном состоянии, а в 1977 году, в связи с началом подготовительных работ по реконструкции стадиона имени Кирова к Олимпиаде-80, трасса закрылась. Вопреки ожиданиям гоночная трасса не была восстановлена после реконструкции стадиона, а дорожная инфраструктура вновь стала частью паркового ансамбля стадиона. Однако базовые элементы ранней версии «Невского кольца» сохранились и весной 1993 года она была восстановлена. Помимо работ по расконсервации трассы она претерпела ряд корректировок за счёт постройки дополнительных поворотов и ретардеров на внутренней и внешней дуге. Протяженность круга таким образом сократилась до 2670 метров. В июне 1993 года состоялся дебют новой версии трассы в ходе первого чемпионата России по шоссейно-кольцевым автомобильным гонкам.
Трасса регулярно использовалась для проведения кольцевых гонок советского и международного масштаба, а также была излюбленным местом для проведения презентаций новых автомобилей. Кроме того, расположенное в живописном месте у берега Финского залива «Невское кольцо» пользовалось популярностью у местных жителей и гостей города в качестве места для катания на велосипедах и роликах. На трассе регулярно проводились тренировки и любительские соревнования по спидскейтингу.
Трасса закрылась 24 сентября 2006 года из-за расширения зоны активных работ по сносу стадиона имени С. М. Кирова и строительства на его месте «Газпром Арены». В этот же день прошла последняя в истории трассы гонка в моноклассе с участием автомобилей Honda Civic.
По вопросу сохранения трассы были выступления представителей общественности и авторитетных людей. В начале 2008 года было объявлено о завершении конкурса на реконструкцию трассы. Реконструкцию планировалось завершить к середине декабря 2008 года.
Кроме самой трассы должны были быть построены:
- Пункт управления гонкой общей площадью около 840 квадратных метров;
- Обустроенная парковка;
- Медицинский центр,
- Зрительские трибуны.
- Площадка для закрытого парка;
- Собственный пресс-центр с офисными помещениями.

В 2010 году авторами проекта нового стадиона было принято архитектурное решение по реализации выдвижного поля. В этой связи восстановление гоночной трассы по её исходной трассировке невозможно из-за попадания южного фрагмента трассы (ближайшего к подножию холма) в пределы выдвижного поля и постройки западнее футбольной арены комплекса многоэтажного паркинга. Фрагменты гоночной трассы, пролегающих вблизи гребного канала и на участке от бывшего сквера до пристани, ныне являются частью улиц Северная и Южная дорога. С 2007 по 2013 год фрагмент «Невского кольца» от поворота «Пирс» включительно до поворота «Сорочинского» использовался в качестве площадки для картинга. В 2010 году, в связи с расширением территории строительства стадиона трасса для картинга проходила лишь по прямой аллее сквера, исключая поворот «Пирс». В конце 2013 года картинговая трасса прекратила свою работу в связи с размещением дополнительного городка строителей в окрестностях строившегося стадиона. На этом история «Невского кольца» закончилась.

## Рекорды трассы

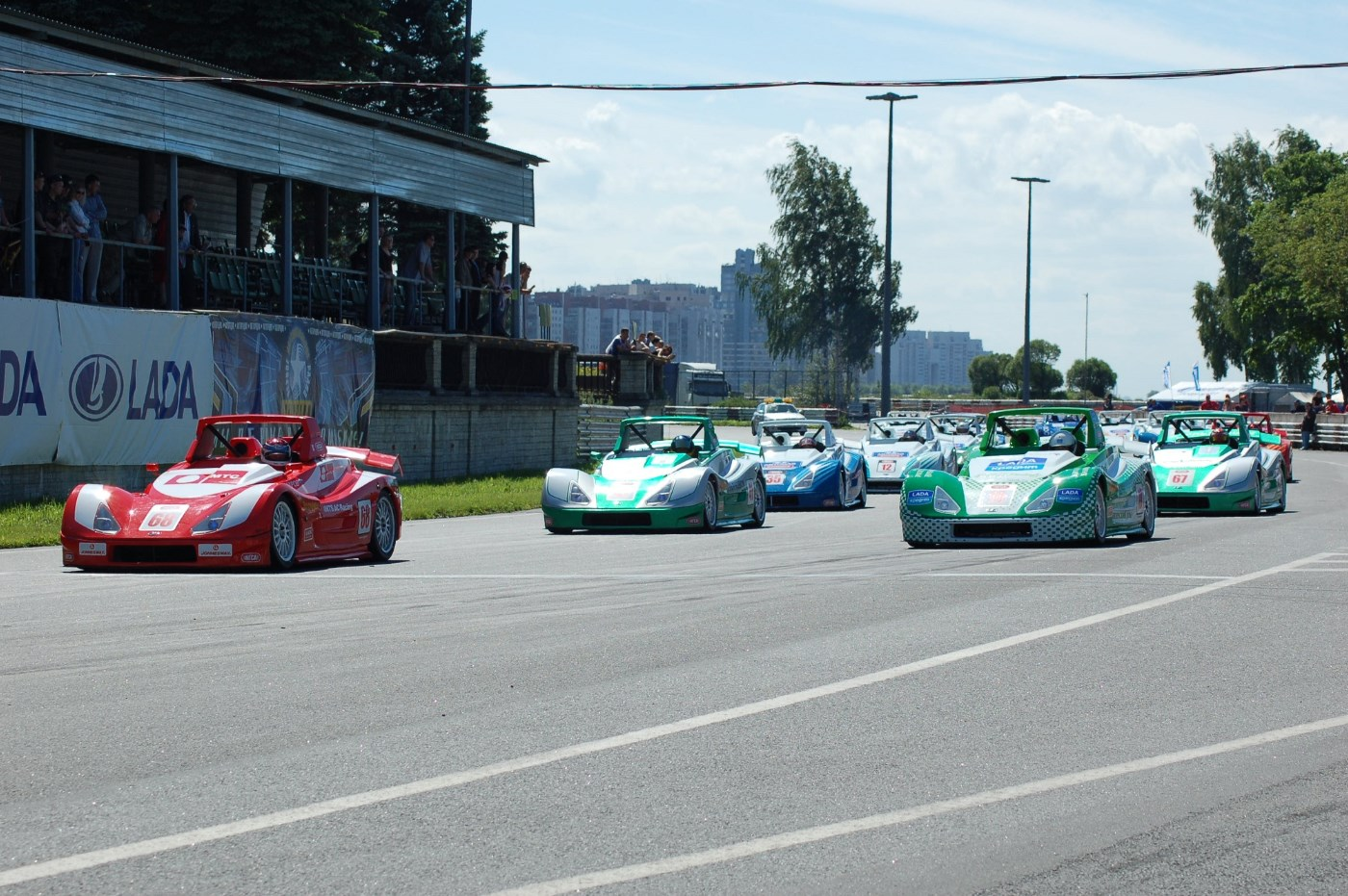
Заезд LADA Revolution на трассе Невское кольцо, 2006

| Класс              | Время (сред.ск-ть) | Соревнование        | Водитель                           | Автомобиль      |
| ------------------ | ------------------ | ------------------- | ---------------------------------- | --------------- |
| Туринг (RTCC)      | 1:14.630 (128,81)  | 14.05.06 1 этап ЧР* | Лев Фридман (СитиМоторспорт)       | BMW-320i E46    |
| LADA Revolution    | 1:14.674 (128,77)  | 4.06.05 2 этап ЧР*  | Кирилл Ладыгин (Forza Sport)       | LADA Revolution |
| Туринг лайт (RTCC) | 1:21.662 (117,75)  | 17.09.04 6 этап ЧР* | Максим Чуваев (Мегафон-МоторСпорт) | VW Polo GTI     |
| Кубок LADA         | 1:26.070 (111,72)  | 4.06.05 2 этап ЧР*  | Сергей Долин (Примастрой Рейсинг)  | LADA 112-37     |

## В массовой культуре
На трассе проводились съёмки некоторых эпизодов телесериала «На вираже».